# Casa Josep Genis
La Casa Josep Genis és una casa eclèctica de Vic (Osona) protegida com a Bé Cultural d'Interès Local.

## Descripció
Edifici civil. Casa entre mitgeres que consta de PB i tres pisos. La PB presenta un passatge amb establiments comercials que comunica amb el carrer Sant Fidel nº6, el portal d'accés a aquest recinte és d'arc còncau i la dovella central és decorada amb un medalló decorat (J C) datat de 1899, Els pisos són separats per cornises. Les obertures són rectangulars i decorades amb frontons triangulars, al 1er i al 2n pis. La part superior de la façana és decorada amb modillons que sostenen la balustrada que tanca la terrassa superior. Al primer pis hi ha una fornícula adossada a la façana que protegeix a una verge, aquest mateix pis presenta una gran balconada que abraça tota la façana. Materials constructius: pedra artificial i ferro forjat.

## Història
A principis de S.XVIII per la banda del passeig s'establiren solars, que a poc a poc s'anaven edificant, però la guerra dels Segador de 1655 entorpí el desenvolupament del pla urbanístic que fou traçat definitivament al S.XVIII per J.Morató.
La casa Genís es degué construir sobre un antic edifici de l'eixample barroc, reforma que es produí a darreries del S.XIX Al 1889 com indica la mateixa construcció. Se n'ocupà el mestre d'obra M.Callís.
A principis de segle es reformà de bell nou i l'obra va ser a càrrec de l'arquitecte J.Mª Pericas, era l'any 1924.